# Wassyl Semenjuk

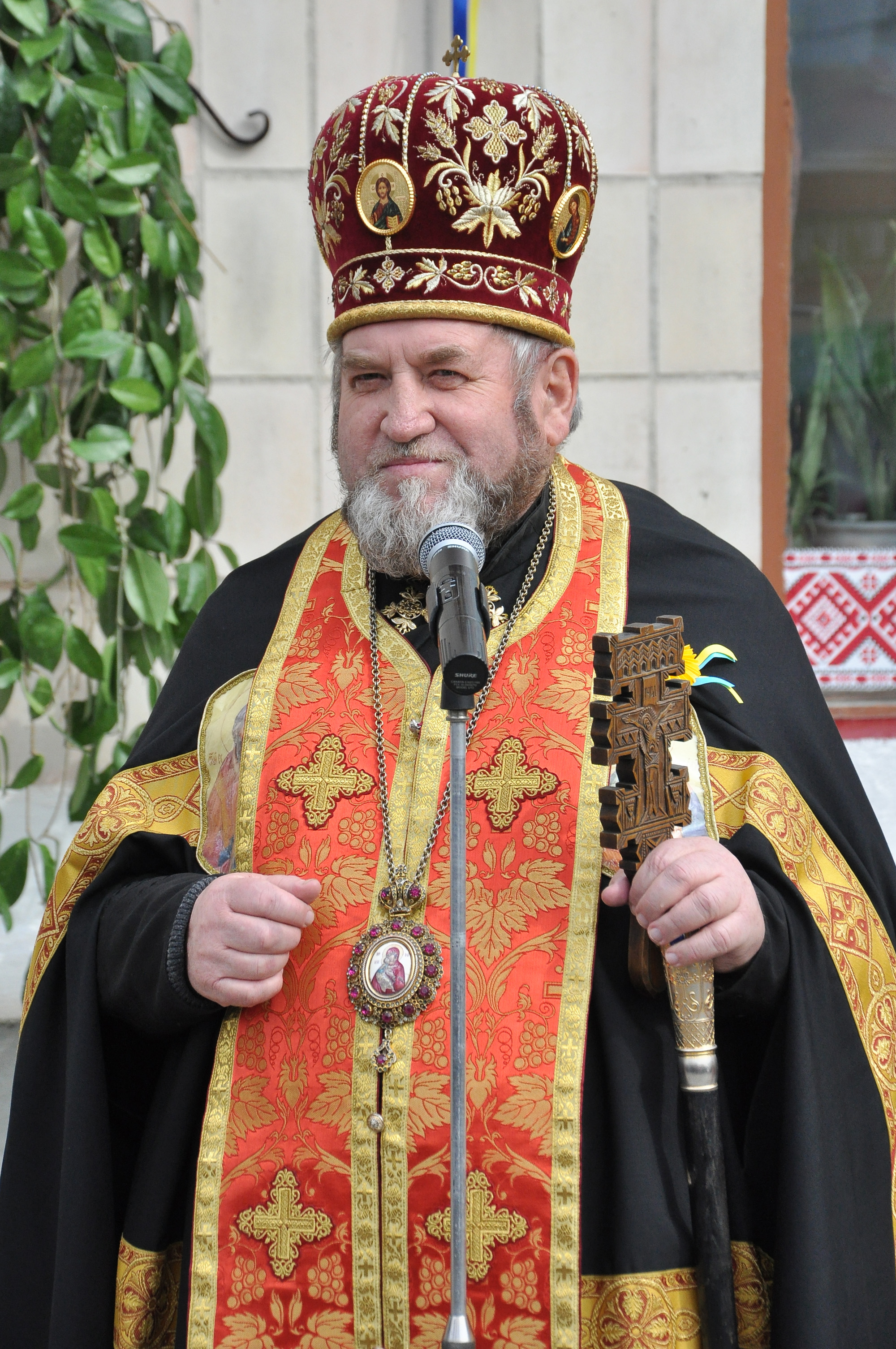
Wassyl Semenjuk (2015)

Wassyl Semenjuk (ukrainisch Василь Семенюк, russisch Василий Семенюк Wassili Semenjuk; * 2. August 1949 in Dora bei Jaremtscha, Ukrainische SSR, Sowjetunion) ist ein ukrainischer Geistlicher und emeritierter ukrainisch-griechisch-katholischer Erzbischof von Ternopil-Sboriw.

## Leben
Geboren wurde Wassyl Semenjuk in Dora. Er besuchte zunächst die Forsthochschule und trat dann in das geheime Priesterseminar ein. Am 22. Dezember 1974 empfing Semenjuk im Geheimen das Sakrament der Priesterweihe für die Erzeparchie Lemberg. Mit der Errichtung der Eparchie Ternopil am 20. April 1993 wurde er in deren Klerus inkardiniert.
Papst Johannes Paul II. stimmte am 10. Februar 2004 seiner Wahl zum Weihbischof in Ternopil-Sboriw zu und ernannte ihn zugleich zum Titularbischof von Castra Severiana. Am 3. April 2004 spendete ihm Großerzbischof Ljubomyr Husar CSsR die Bischofsweihe. Mitkonsekratoren waren der Bischof von Ternopil-Sboriw, Mychajlo Sabryha CSsR, und der Weihbischof in Kiew-Halytsch, Hlib Lonchyna MSU.
Am 19. Oktober 2006 wurde er zum Bischof der Eparchie Ternopil-Sboriw ernannt. Mit der Erhebung der Eparchie zur Erzeparchie am 11. November 2011 wurde Semenjuk zum Erzbischof ernannt und am 22. Dezember desselben Jahres in das Amt eingeführt.
Am 17. Oktober 2024 nahm die Synode der ukrainisch-griechisch-katholischen Kirche seinen altersbedingten Rücktritt an.